# كونور هيوز
كونور هيوز (بالإنجليزية: Connor Hughes)‏ (6 مايو 1993 ببولتن في المملكة المتحدة - ) هو لاعب كرة قدم بريطاني في مركز الوسط. لعب مع أولدهام أثلتيك ونادي هايد إف سي وإف سي هاليفاكس تاون ونادي برادفورد بارك أفنيو.

## وصلات خارجية
- كونور هيوز على موقع قاعدة بيانات كرة القدم.إي يو (الإنجليزية)
- كونور هيوز على موقع Soccerbase.com (لاعب) (الإنجليزية)